# Хоенфелде (Мекленбург)
Хоенфелде (њем. Hohenfelde) општина је у њемачкој савезној држави Мекленбург-Западна Померанија. Једно је од 59 општинских средишта округа Бад Доберан. Према процјени из 2010. у општини је живјело 825 становника. Посједује регионалну шифру (AGS) 13051028.

## Географски и демографски подаци
Хоенфелде се налази у савезној држави Мекленбург-Западна Померанија у округу Бад Доберан. Општина се налази на надморској висини од 49 метара. Површина општине износи 9,4 km². У самом мјесту је, према процјени из 2010. године, живјело 825 становника. Просјечна густина становништва износи 87 становника/km².